# Simone Edwards
Simone Ann-Marie Edwards (Kingston, Jamaica, 17 de noviembre de 1973-Florida, Estados Unidos, 16 de febrero de 2023) fue una jugadora de baloncesto jamaiquinoestadounidense que jugó para el New York Liberty y el Seattle Storm y fue la primera jugadora jamaiquina en la Asociación Nacional de Baloncesto Femenino (WNBA). Edwards de 6'4 (1,93 cm) de posición centro "era conocida por los fanáticos como el Huracán de Jamaica. 

## Carrera
Fue descubierta por un entrenador de baloncesto universitario estadounidense después de competir en una competencia de atletismo en Jamaica. Llamó la atención por primera vez en la cancha durante la universidad, en el Seminole State College en Seminole, Oklahoma, lo que llevó al equipo a un récord invicto de la conferencia, clasificándose en el Top 10 de la Asociación Atlética Nacional de Universidades Junior. Durante su mandato, se convirtió en la Primera Kodak All -Americano en la historia de la escuela. En 1996–97, lideró a los Hawkeyes de la Universidad de Iowa en porcentaje de tiros de campo (.557) durante su temporada senior.
Edwards fue uno de los tres jugadores seleccionados entre más de 300 atletas en un campamento de prueba del New York Liberty. Liberty la eligió como jugadora de desarrollo en 1997, pero nunca vio un juego hasta que se unió al recién inaugurado Seattle Storm en el 2000. Fue la única jugadora que formó parte del equipo en cada juego de sus primeras seis temporadas. Edwards ganó un campeonato de la WNBA con las Storm en el 2004.
El 19 de mayo de 2006, justo antes del inicio de la temporada 2006 de la WNBA, Edwards anunció su retiro de la WNBA. Se retiró como la líder de todos los tiempos del equipo en rebotes, partidos y minutos jugados.
De 1997 al 2007, Edwards jugó baloncesto profesional en Europa e Israel. Edwards entrenó al equipo nacional de baloncesto femenino de Jamaica y lo llevó al Campeonato del Caribe del 2014. El 5 de agosto de 2007, fue contratada como entrenadora asistente en la Universidad de Radford. Edwards fue asistente en la Universidad George Mason del 2008 al 2011.

## Últimos años
Edwards fue nombrada Portavoz Nacional del Mes de la Herencia Caribeña Estadounidense en junio de 2017. El 9 de junio de 2017, lanzó Unstoppable: A Memoir of Adversity, Perseverance & Triumph. El 6 de agosto del mismo año, el Gobierno de Jamaica otorgó el premio nacional, la Orden de Distinción que se otorga a los ciudadanos de Jamaica que han prestado un servicio destacado e importante a Jamaica en su campo.

## Fallecimiento
Edwards falleció el 16 de febrero de 2023 a los 49 años, de cáncer de ovario en Miami, Florida.